# Ligne Jamestown
La ligne Jamestown était une série de positions défensives occupées par les forces des Nations unies pendant la guerre de Corée. À la suite de la fin de l'offensive chinoise du printemps 1951, la guerre est devenue une guerre d'usure et de tranchées, combattue le long de lignes de défenses fixes rappelant celles de la Première Guerre mondiale. En conséquence, les principales opérations terrestres de l'ONU – dirigées par le lieutenant général Matthew Ridgway – ont été menées dans le but de reprendre ou d'établir des lignes de défenses durables, avec notamment les lignes Wyoming, Missouri, Kansas et Jamestown. La ligne Jamestown s'étend de la rivière Imjin à côté de Munsan-ni, puis se courbe de 56 km vers le nord-est dans le secteur d'importance stratégique faisant face à la péninsule de Kimpo sur la côte de la mer Jaune à l'est de Kumhwa.
Par la suite, la ligne a été établie, pendant la contre-offensive des Nations unies de mai à novembre 1951, juste au nord du 38e parallèle au cours de l'opération Commando. Tenu par le premier corps d'armée américain, ce secteur était à seulement 48 km de la capitale de la Corée du Sud, Séoul. Cinq divisions de l'ONU du premier corps d'armée ont été mobilisées pour sa capture avec notamment la 1re division de cavalerie, la 3e division d'infanterie, 25e division d'infanterie, la 1re division d'infanterie sud-coréenne et la 1re Division du Commonwealth. La ligne Jamestown a été l'objet de combat continuels jusqu'à l'armistice du 27 juillet 1953. À cause de sa position stratégique elle a été la scène de lourds combats, notamment la bataille de la rivière Samichon qui a eu lieu quelques heures avant la signature de l'accord d'Armistice qui a mis fin à la guerre.